# Caserma dei vigili del fuoco

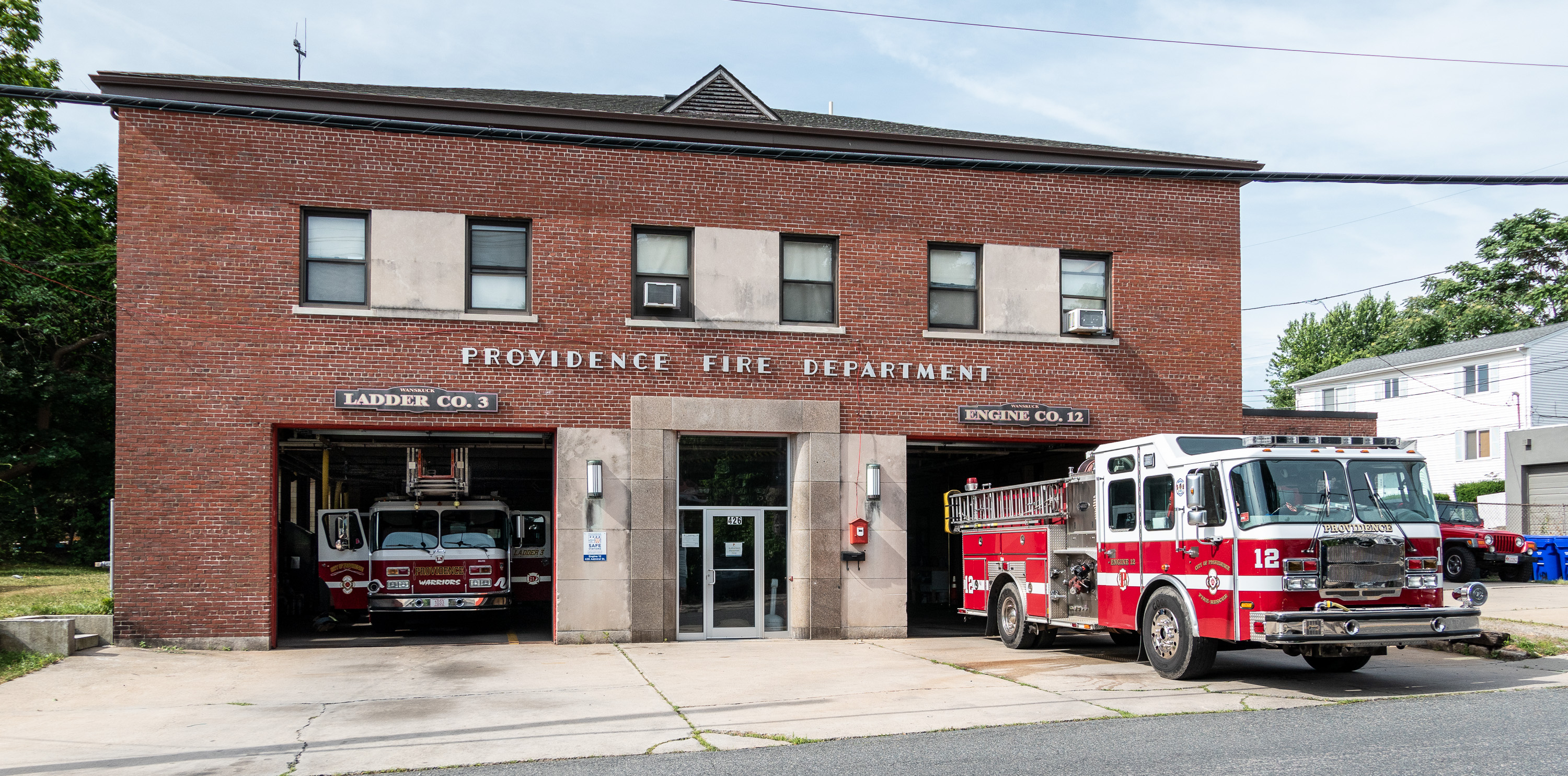
Admiral Street Fire Station nel quartiere Elmhurst di Providence, Rhode Island, USA

Una caserma o stazione dei vigili del fuoco (detta anche caserma o stazione dei pompieri) è una struttura costruita appositamente per l'alloggio del personale operativo dei vigili del fuoco, addestrato per lo spegnimento di incendi civili, rurali e industriali, salvaguardia della vita delle persone e animali e cose, emergenze di carattere naturale e non; e per ospitare mezzi, attrezzature e macchinari necessari per le operazioni.

## Storia
La prima vera organizzazione di un corpo di pompieri, in cui si poté assistere alla costruzione ed al funzionamento di vere e proprie caserme, fu il Corpo dei vigiles, il cui nome ufficiale era Cohortes vigilum, istituito nell'Antica Roma dal principe Ottaviano Augusto per incrementare la sicurezza degli abitanti di Roma. Incaricati di espletare funzioni di polizia notturna e di spegnimento di incendi, i vigiles furono fin dal principio organizzati in varie caserme costruite in tutta la città di Roma, fragile e spesso soggetta a spaventosi roghi.
Esempi ben conservati di caserme appartenenti a quest'epoca sono la caserma dei vigiles di Ostia e l'excubitorium della VII Coorte nel quartiere romano di Trastevere, in via della VII Coorte.

## Struttura

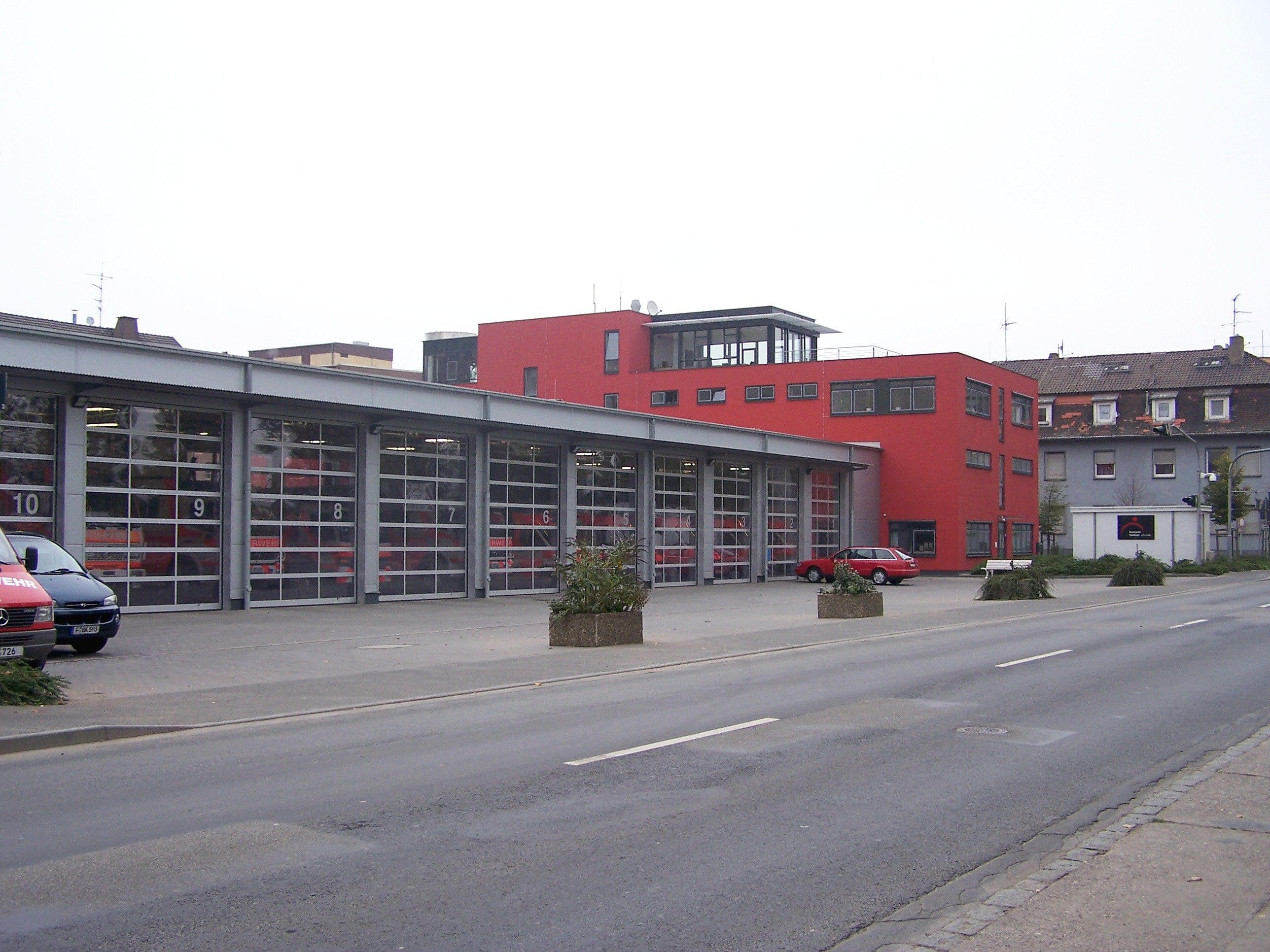
Grande caserma dei pompieri in Francoforte sul Meno, Germania.

Le caserme dei pompieri sono edifici studiati per garantire un corretto funzionamento della struttura e un funzionale espletamento dei servizi offerti dal personale. È fondamentale la caserma presenti aree e locali adeguati ai compiti svolti.

### Esterno
Per l'importanza che riveste nell'area urbana, l'edificio è di norma facilmente riconoscibile e adeguatamente segnalato (così come per altri servizi di pubblica utilità, quali stazioni di polizia, ospedali); spesso, pertanto, specialmente in aree con grande disponibilità di spazio edificabile, le caserme dei pompieri sono insediate in edifici di ampi dimensioni, costruiti tenendo conto delle necessità operative del personale.

### Garage e autorimesse

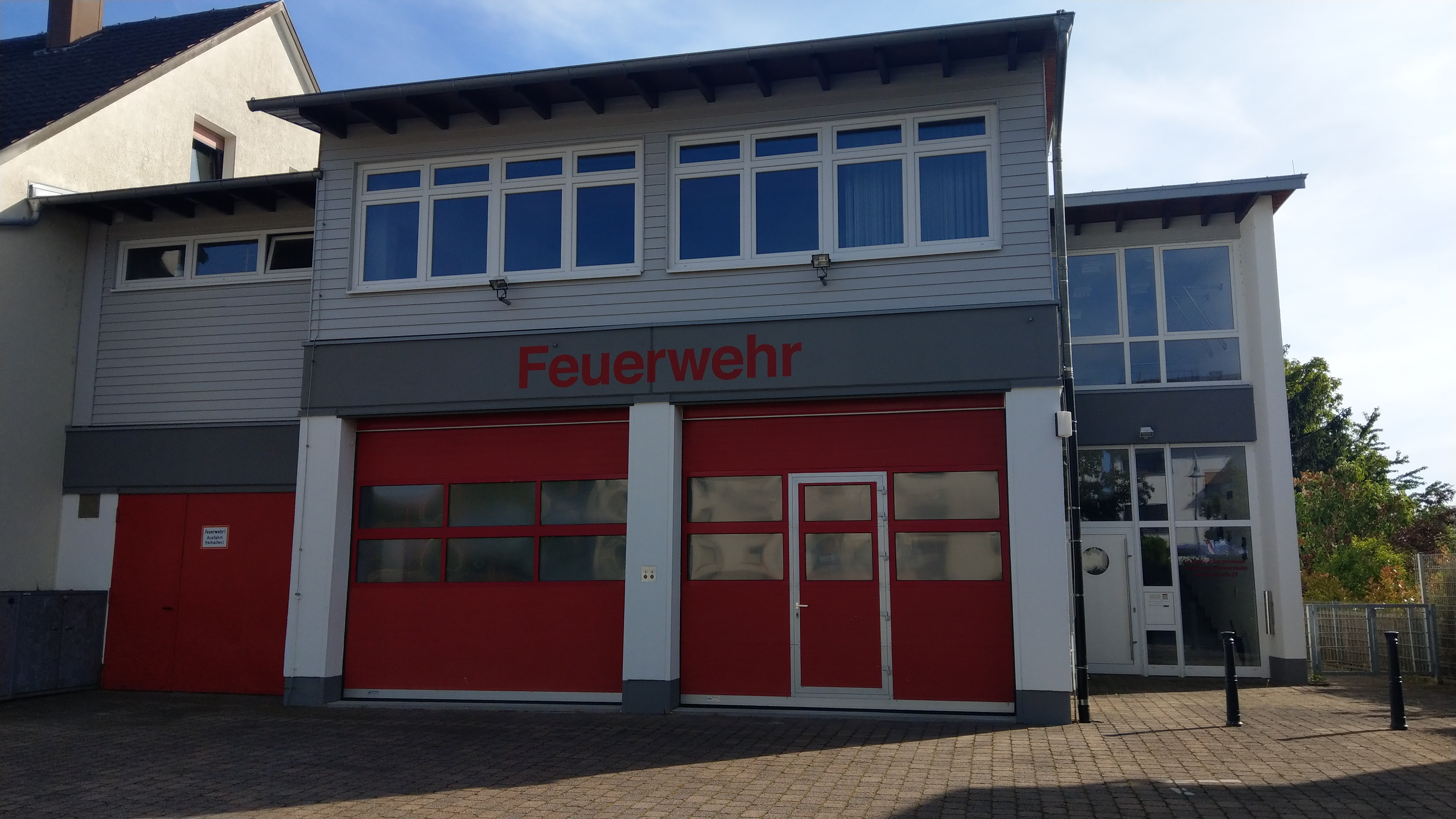
Caserma del quartiere Würmersheim di Durmersheim, in Germania.

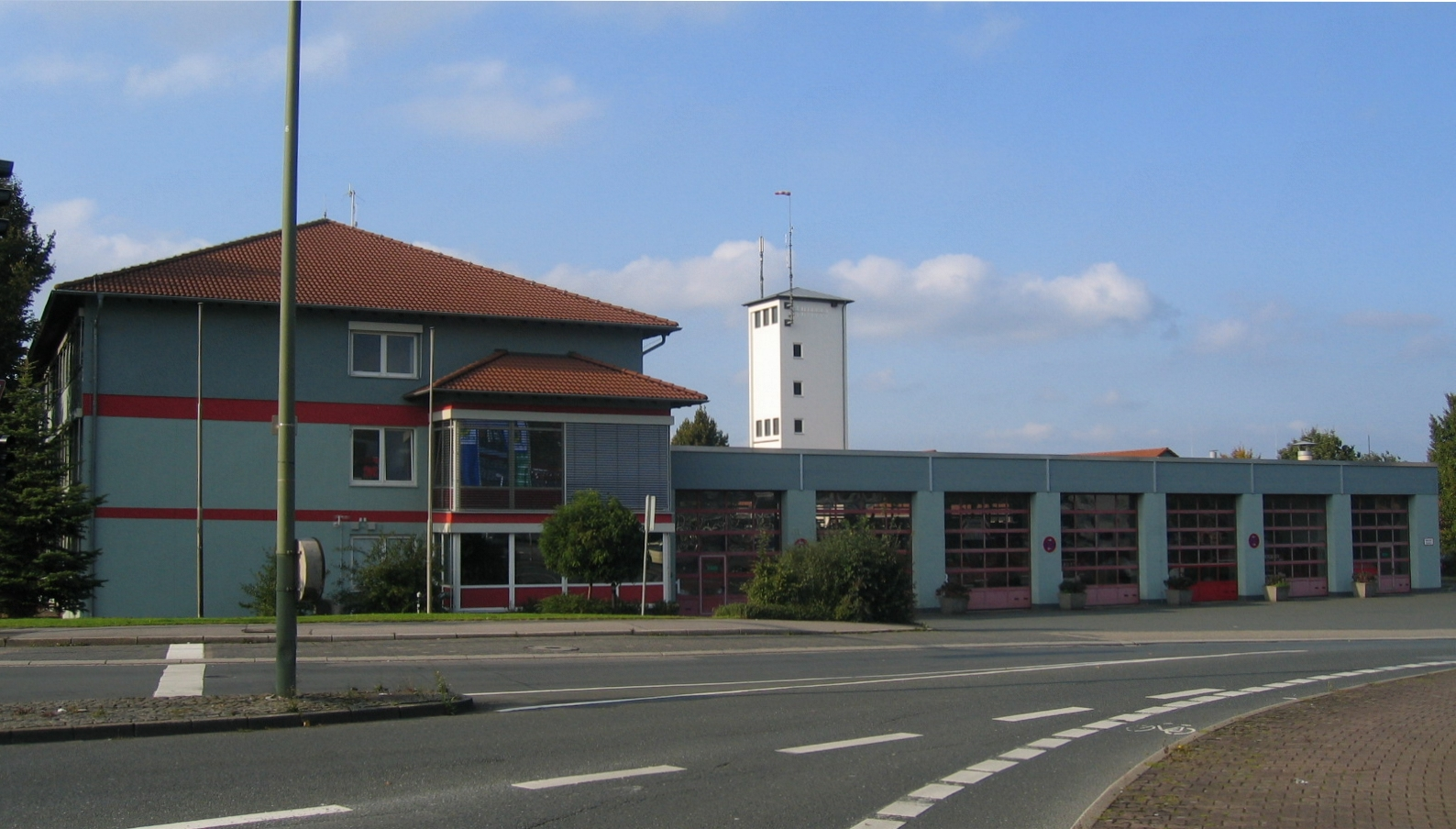
Classica autorimessa in successione a Iserlohn, in Germania.

Dei locali di primaria importanza in una stazione dei pompieri sono i garage, le cui dimensioni variano in relazione ai mezzi a disposizione della caserma. Nelle autorimesse sono ospitati gli automezzi di soccorso (APS, ABP, autoscale, autogrù, furgoni, automobili varie) di cui il corpo è dotato, e che può utilizzare a seconda dell'intervento richiesto. I garage si affacciano direttamente sul piazzale operativo (dove presente) per consentire una mobilitazione rapida degli automezzi, e spesso i posti auto (e le porte d'ingresso) sono posizionati in successione sul piazzale.
Nelle caserme di concezione più moderna i garage sono accessibili attraverso singole porte automatiche per ogni automezzo, ma è frequente che i mezzi siano posteggiati sotto una tettoia o in un parcheggio coperto privo di porte. Tale semplificazione è più comune nelle caserme più piccole e che necessitano di una minore organizzazione operativa.

## Ubicazione

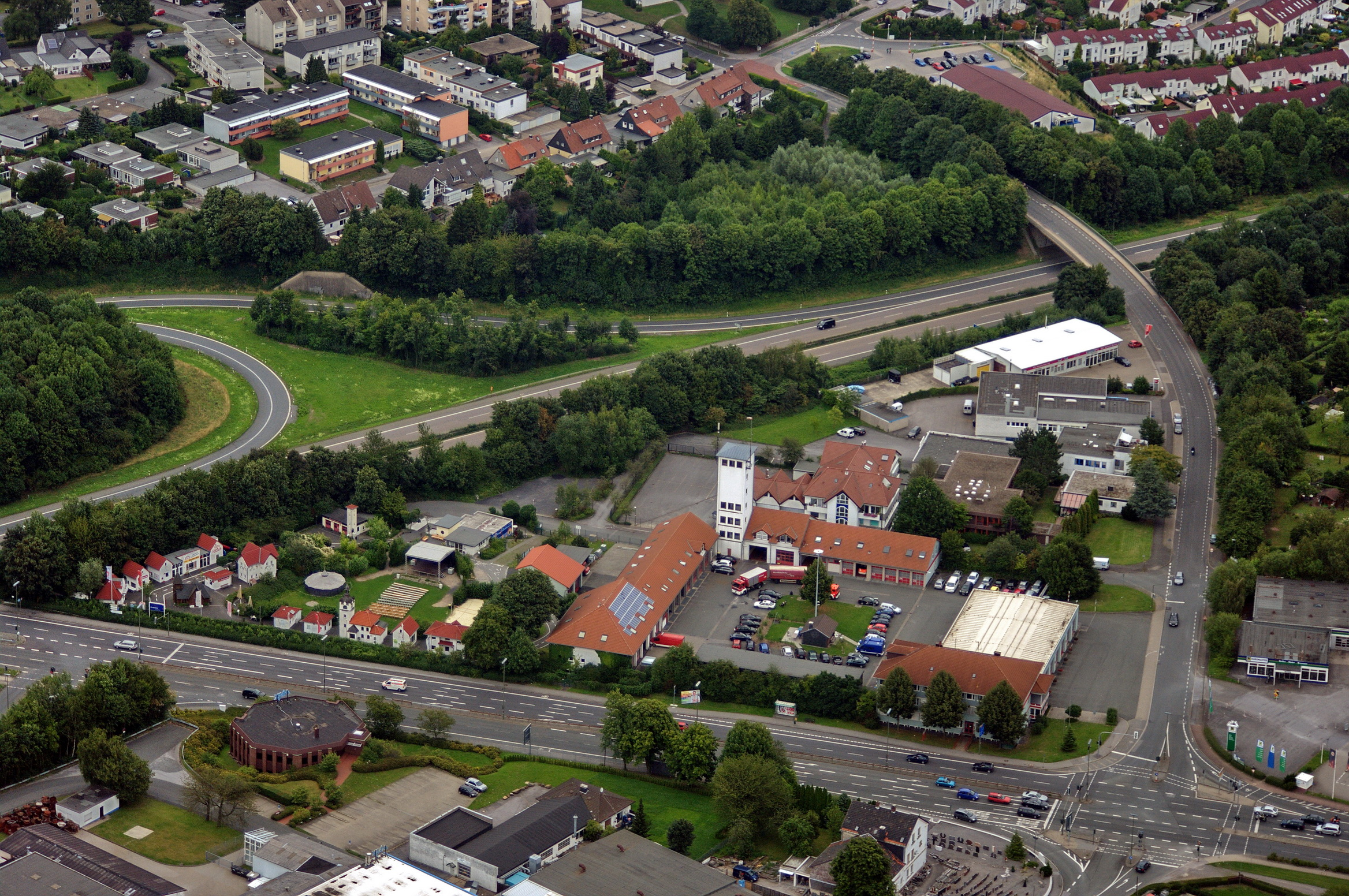
Caserma dei vigili del fuoco ad Iserlohn, Germania, posta in prossimità delle principali vie di comunicazione.

Una caserma dei pompieri è chiamata a rispondere alle emergenza riguardanti incendi, incidenti, calamità, o altri tipi di soccorso tecnico urgente. Pertanto l'edificio è collocato in un'area facilmente raggiungibile e individuabile, e dalla quale è possibile raggiungere in breve tempo qualunque luogo nell'area di operatività.
In alcuni casi le caserme dei pompieri sono situate nel centro storico di una città: ciò accade quando la sede dei vigili del fuoco permane in un edificio storico perché non è stata ancora sostituita con una struttura più moderna. Posizionare una caserma in pieno centro può arrecare difficoltà al personale, che deve dirigere autopompe e autoscale in strade strette e trafficate.
In generale, pertanto, le stazioni dei pompieri sono ubicate ai margini del centro storico, o anche nella periferia del centro abitato di competenza, soprattutto per fare in modo che essa si trovi vicina alle principali vie di comunicazione, ovvero strade di grande comunicazione e autostrade. In base a tale criterio, lo spostamento urgente di personale e mezzi di soccorso in caso d'emergenza risulta più agevole, e di conseguenza l'intervento più rapido.
In generale, in Europa si tende a dislocare ingenti quantità di personale e mezzi in un numero di stazioni piuttosto ristretto, anche se vi sono eccezioni. In Italia i centri abitati con popolazione inferiore a 50.000 abitanti (ma le cifre possono variare), dispongono di una sola caserma dei pompieri, che appartiene al Corpo nazionale dei vigili del fuoco; analogamente, nelle città più grandi il numero di caserme varia in relazione alla popolazione e alle esigenze del territorio, ma in poche città esistono uno o più distaccamenti dei comandi provinciali.

## Nel mondo

### Italia
In Italia l'organizzazione preposta al servizio antincendio e di Soccorso tecnico urgente è il Corpo nazionale dei vigili del fuoco (CNVVF), dipendente dal Ministero dell'Interno, che opera su tutto il territorio nazionale. In Valle d'Aosta e Trentino-Alto Adige, essendo regioni a statuto speciale, operano corpi antincendio autonomi, composti da personale permanente e volontario, riconosciuti dalla legislatura italiana. Anche nel resto d'Italia si sta diffondendo il servizio dei vigili del fuoco volontari al fine di assicurare una maggiore copertura e una protezione più capillare del territorio.

### Regno Unito

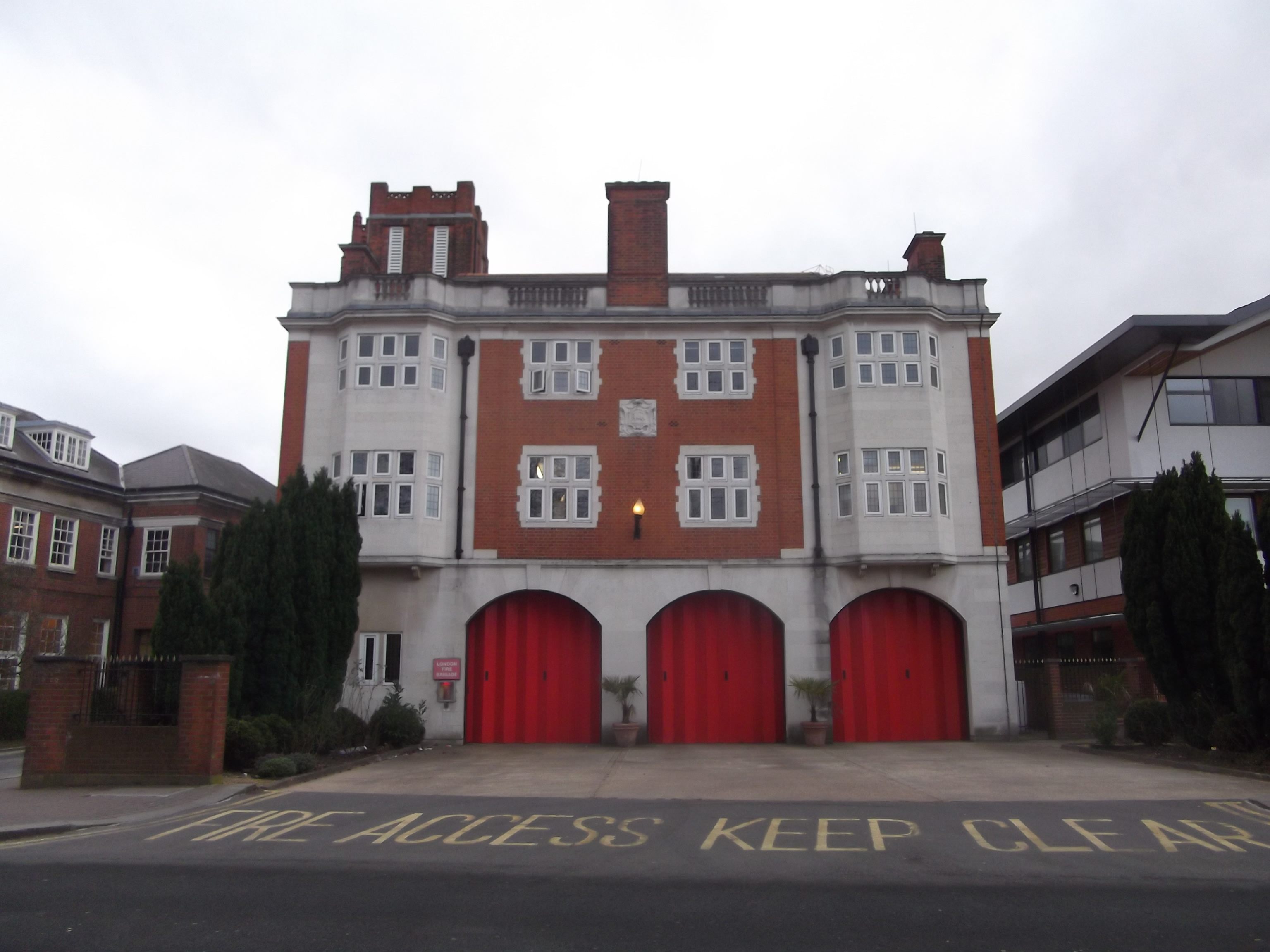
Stazione dei pompieri storica nel quartiere londinese di Hendon, Inghilterra, edificato nel 1911 e ancora in uso.

Nel Regno Unito la situazione varia tra le quattro nazioni costitutive. Nell'Inghilterra, ogni contea provvede con un corpo cittadino pubblico alla salvaguardia della popolazione dagli incendi (similmente a quanto accade in Germania), e talvolta due contee hanno un corpo congiunta. Il Galles ha tre corpi regionali. La Scozia (dal 2013) e l'Irlanda del Nord tutti le due hanno corpi nazionali dei vigili del fuoco. Tutti questi corpi si chiamano Fire and Rescue Services, eccetto in Londra dove il termo originale e vernacolare (Fire Brigade) è ancora in uso. Una caserma è chiamata una stazione di pompieri (fire station), come negli altri paesi anglofoni.

### Stati Uniti d'America

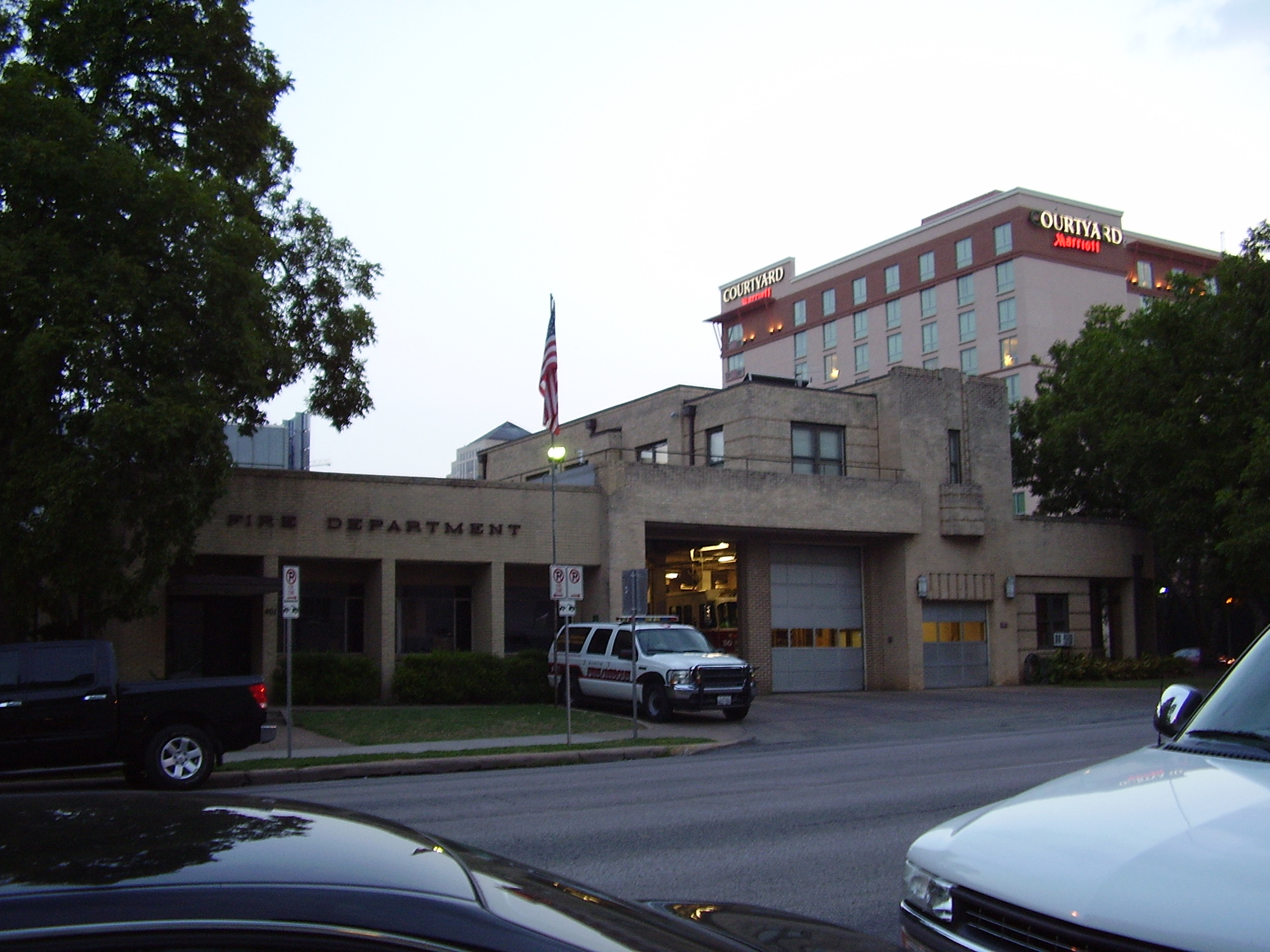
Tipica stazione dei pompieri americana "a bassa concentrazione". Qui ad Austin, in Texas.

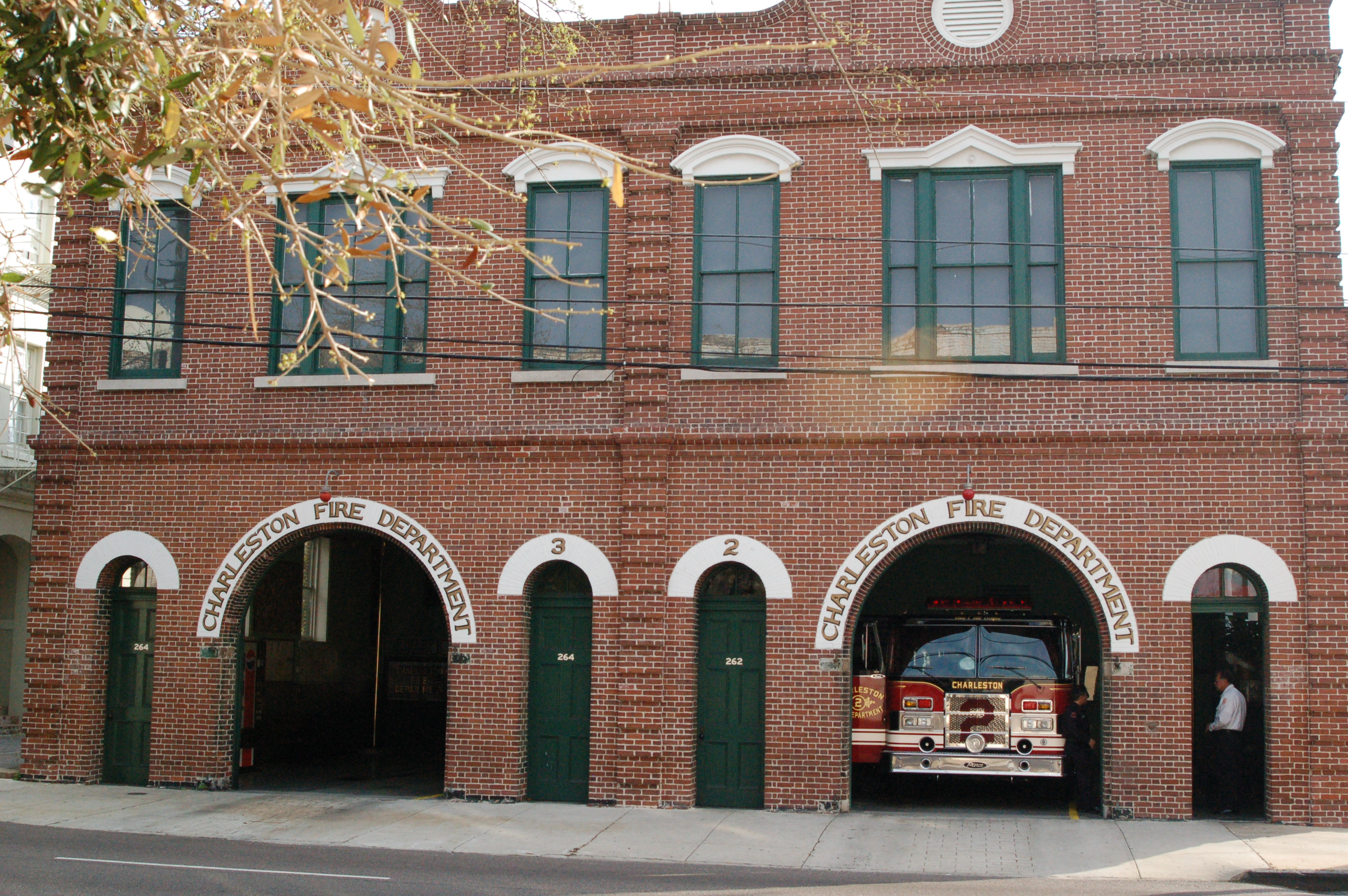
Stazione dei pompieri a Charleston, Carolina del Sud, USA.

Il servizio tecnico urgente non è affidato a un corpo nazionale federale diviso in vari comandi, né a corpi nazionali per ogni Stato Federale, bensì ogni città e centro abitato provvede con un corpo cittadino privato alla salvaguardia della popolazione dagli incendi (similmente a quanto accade in Germania). Questi corpi si chiamano Fire Departments e sono concepiti con lo stesso criterio dei Dipartimenti di Polizia (Police Departments), anch'essi tipici di ogni città (con eccezioni).
Partendo dal presupposto che ogni città possiede un proprio corpo di vigili del fuoco, in varie città statunitensi le stazioni dei pompieri sono dislocate secondo il criterio opposto di quello usato generalmente in Europa: accade quindi che le città statunitensi siano disseminate di caserme (fire stations) con una quantità di personale e di mezzi minore per ogni caserma.
Una tipica stazione dei pompieri statunitense ospita non più di 30-40 unità di personale, con un'autopompa (fire engine) più un'autobotte (water tender) o un'autoscala (ladder), e ha una zona di competenza abbastanza limitata sulla superficie urbana. Ad esempio, il dipartimento dei vigili del fuoco di Los Angeles (Los Angeles Fire Department) ha una forza organica di 3.600 vigili del fuoco, distribuiti in 106 stazioni.
Inoltre, il Dipartimento dei vigili del fuoco di Charleston (Carolina del Sud), che conta più di 250 pompieri, mantiene 16 stazioni in una città di 120.000 abitanti, il doppio, per esempio, delle caserme presenti a Milano, città di oltre 1.300.000 abitanti.